# Champion System/Saison 2011
Dieser Artikel listet Erfolge und Mannschaft des Radsportteams Champion System in der Saison 2011 auf.

## Erfolge in den Continental Circuits
Bei den Rennen des UCI Continental Circuits gelangen dem Team nachstehende Erfolge.
| Datum       | Rennen                             | Kat. | Fahrer        |
| ----------- | ---------------------------------- | ---- | ------------- |
| 18. April   | 4. Etappe Tour de Korea            | 2.2  | Jaan Kirsipuu |
| 20. Mai     | Jūrmala Grand Prix                 | 1.2  | Jaan Kirsipuu |
| 22. Juni    | Estnischer Meister – Straßenrennen | NC   | Mart Ojavee   |
| 23. Oktober | 4. Etappe Tour of Hainan           | 2.HC | Deon Locke    |

## Abgänge – Zugänge
| Zugänge              | Team 2010                   | Abgänge          | Team 2011                |
| -------------------- | --------------------------- | ---------------- | ------------------------ |
| Daniel Gollmann      | ARBÖ Gourmetfein Wels       | Shusaku Matsuo   | Fuji-Cyclingtime.com     |
| Guillaume Bourgeois  | Atlas Personal              | Yin Chih Wang    | Giant Kenda Cycling Team |
| Clemens Fankhauser   | Vorarlberg-Corratec         | Gevorg Arakelyan | Unbekannt                |
| Matthias Friedemann  | PSK Whirlpool-Author (2009) | Serge Herz       | Unbekannt                |
| Wang Yip Tang        | Hong Kong Team              | Peter Jörg       | Unbekannt                |
| Kin San Wu           | Hong Kong Team              | Arman Kharatyan  | Unbekannt                |
| Dor Ming Chau        | Neoprofi                    | Tigran Korkotyan | Unbekannt                |
| Wai Man Chau         | Neoprofi                    | David Mkrtchyan  | Unbekannt                |
| Georg Tazreiter      | Neoprofi                    | Benjamin Stauder | Unbekannt                |
| Christopher Williams | Neoprofi                    |                  |                          |
| Steven Wong          | Neoprofi                    |                  |                          |

## Mannschaft
| Name                 | Geburtstag        | Nationalität |
| -------------------- | ----------------- | ------------ |
| Roger Beuchat        | 2. Januar 1972    | Schweiz      |
| Joris Boillat        | 23. Januar 1983   | Schweiz      |
| Guillaume Bourgeois  | 1. Juni 1983      | Schweiz      |
| Holger Burkhardt     | 16. Dezember 1987 | Deutschland  |
| Dor Ming Chau        | 19. April 1983    | Hongkong     |
| Wai Man Chau         | 6. Februar 1986   | Hongkong     |
| Clemens Fankhauser   | 2. September 1985 | Österreich   |
| Matthias Friedemann  | 17. August 1984   | Deutschland  |
| Daniel Gollmann      | 23. Oktober 1991  | Österreich   |
| Jaan Kirsipuu        | 17. Juli 1969     | Estland      |
| Deon Locke           | 25. Mai 1987      | Australien   |
| Mart Ojavee          | 9. November 1981  | Estland      |
| Wang Yip Tang        | 5. Juni 1984      | Hongkong     |
| Georg Tazreiter      | 4. März 1986      | Österreich   |
| Christopher Williams | 10. November 1981 | Australien   |
| Steven Wong          | 28. April 1988    | Hongkong     |
| Kin San Wu           | 4. Mai 1985       | Hongkong     |

## Platzierungen in UCI-Ranglisten
UCI America Tour 2011
|      | Fahrer              | Punkte |
| ---- | ------------------- | ------ |
| 171. | Matthias Friedemann | 15     |

UCI Asia Tour 2011
|      | Fahrer        | Punkte |
| ---- | ------------- | ------ |
| 71.  | Jaan Kirsipuu | 41     |
| 188. | Mart Ojavee   | 12     |
| 264. | Roger Beuchat | 6      |
| 268. | Deon Locke    | 6      |

UCI Europe Tour 2011
|       | Fahrer        | Punkte |
| ----- | ------------- | ------ |
| 243.  | Jaan Kirsipuu | 64     |
| 373.  | Mart Ojavee   | 42     |
| 1212. | Roger Beuchat | 2      |